# Anna Karp
Pour les articles homonymes, voir Karp.
Anna Karp, née le 9 février 1944 à Gniewczyna Łańcucka près de Przeworsk (voïvodie des Basses-Carpates), est une enseignante de l'enseignement supérieur et formatrice d'enseignants polonaise fortement engagée dans les échanges culturels et linguistiques entre la France et la Pologne.

## Biographie
Après une scolarité secondaire au Zespół Szkół Licealnych w Leżajsku et des études de philologie romane à l'université de Wrocław, puis à l'Institut de linguistique et phonétique générales et appliquées de la Sorbonne, elle devient assistante puis maître-assistante à l'Institut de philologie romane de l'université de Wrocław (d), avant d'être nommée en 1975 à la tête de la nouvelle Alliance française de Wrocław, dont elle est directrice jusqu'en 1982.
Elle part ensuite, pendant l'état de guerre en Pologne rejoindre son mari coopérant en Algérie et enseigne de 1982 à 1985 au centre culturel français d'Alger, avant de revenir comme simple enseignante.
En 1990, elle fonde le Collège universitaire de formation des maîtres de langues étrangères de Wrocław (Nauczycielskie Kolegium Języków Obcych we Wrocławiu - Site officiel) qu'elle dirige jusqu'en 2008. Elle est simultanément chargée de cours de français à l'Académie d'éducation physique de Wrocław (pl). Elle suit dans ce cadre une formation en management organisée par la faculté pontificale de Wrocław
Elle participe à de nombreuses conférences nationales et internationales sur la formation des enseignants de langues. Elle est notamment experte au Centre européen pour les langues vivantes du Conseil de l'Europe de Graz.
Engagée dans la vie associative, elle exerce diverses responsabilités, notamment au sein de l'association des anciens élèves de l'université de Wrocław. Elle est également une des fondatrices de la section régionale de l'association polonaise des professeurs de français Prof Europe.
En 2009, elle devient présidente de l'Alliance française de Wrocław.

## Distinctions
Elle est présidente de la section polonaise  de l'Association des membres de l'ordre des Palmes académiques, ordre dont elle est officier.

Le président Aleksander Kwaśniewski lui a décerné la croix de chevalier de l'ordre Polonia Restituta par décision en date du 8 septembre 2004.

Par décret du président de la République française Nicolas Sarkozy en date du 12 octobre 2011, elle est nommée chevalier de l'ordre national du Mérite.

Elle a par ailleurs reçu notamment la médaille de la Commission de l'Éducation nationale (d) (Medal Komisji Edukacji Narodowej) le 24 juillet 2007 et

la croix d'or du Mérite de la république de Pologne (Złoty Krzyż Zasługi).

## Recherches et publications
Ses recherches et publications pédagogiques (en polonais) portent sur l'enseignement de la phonétique et la phonologie du français et l'orthoépie ainsi que sur la rénovation de l'enseignement des langues vivantes étrangères,.